# FAW Oley
FAW Oley — выпускавшийся в 2012—2016 годах автомобиль китайской компании FAW.

## История
Модель была представлена во время Шанхайского автосалона 2011 года. Производство началось 7 марта 2012 года.
Построена на базе доработанной переднеприводной платформы PQ32+, известной по второму поколению китайской версии Volkswagen Jetta, двигатель — бензиновый 4-цилиндровый CA4GA5 объемом 1,5 л и мощностью 102 л. с., коробка передач — 5-ступенчатая «механика» либо «автомат».
На Шанхайском автосалоне 2013 года была показана версия в кузове хетчбэк, вышла на рынок в декабре 2013 года.
В 2015 году была показана электроверсия хетчбэка Oley EV.
Производство прекращено в 2016 году.

## Галерея

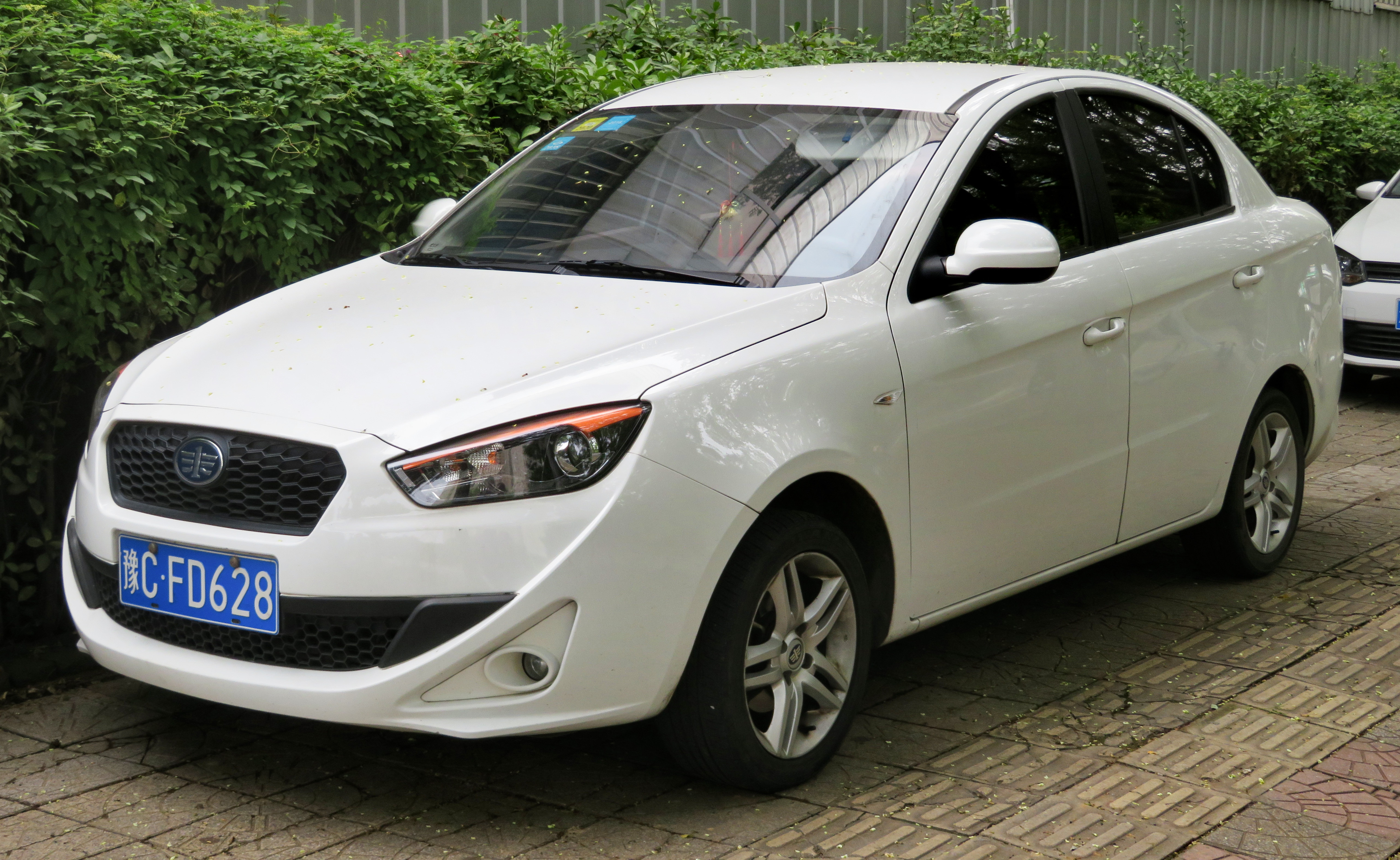
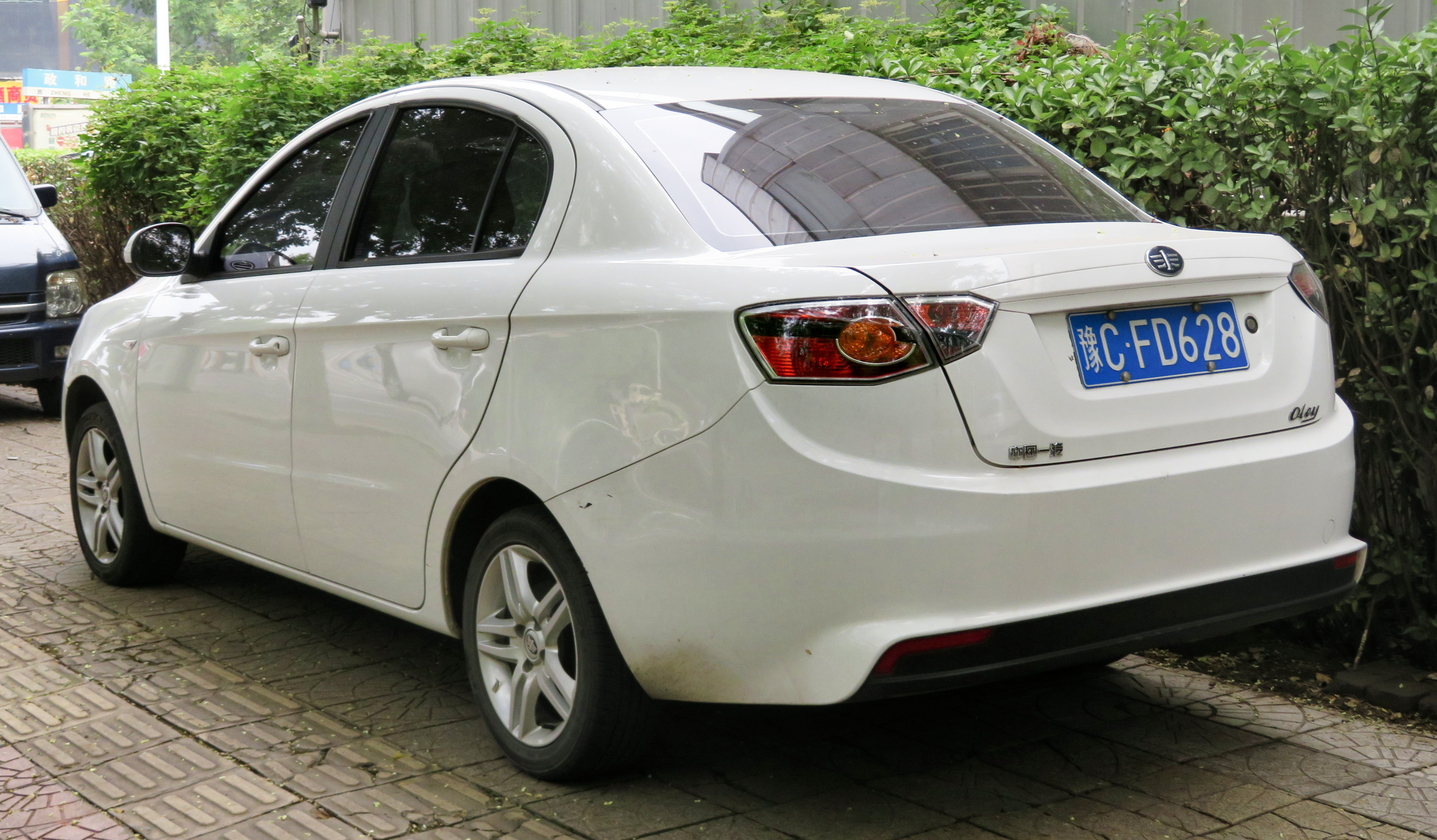

## На рынке России
На рынке России продажи начаты в мае 2014 года, модель практически не пользовалась спросом, ввезённые автомобили уже после снятия модели с производства в 2016 году официально продавалась в России до 2018 года, всего было реализовано 363 экземпляра, но даже на 2022 год в салонах ещё предлагались беспробежные машины 2014 года выпуска.
Причина провальных продаж — высокая цена от 430 000 руб., ещё в первый же год продаж — в 2014 году — журнал «За рулём» отмечал, что модель не могла конкурировать по цене даже с китайскими моделями Geely MK (от 355 000 руб.), Chery Bonus (от 389 999 руб.), Chery Bonus 3 (от 420 000 руб.) и Lifan Solano (от 439 тыс. руб.) и была дороже Renault Logan (от 355 000 руб.) и тем более Лада Гранта (от 289 000 руб.), на 2017 год это была одна из пяти самых дешёвых машин на рынке России, но и тогда при цене от 491 000 рублей стоила дороже Datsun on-DO (от 444 000 руб.) или Ravon Nexia (от 449 тысяч руб.), а в максимальной комплектации с «автоматом» по цене 575 000 рублей, как указывал журнал «Авторевю», модель была абсолютно неконкурентоспособной заходя в нишу, также в базе с «автоматом», кондиционером и элекропакетам — Лада Веста (579 000 руб.), а Лада Гранта с «роботом» и вовсе стоила на сто тысяч дешевле (474 000 руб).